# جاستین هابنر
جاستین هابنر (انگلیسی: Justin Hubner؛ زادهٔ ۱۴ سپتامبر ۲۰۰۳) بازیکن فوتبال اهل اندونزی است.
وی همچنین در تیم‌های ملی فوتبال زیر ۲۰ سال اندونزی، زیر ۲۰ سال هلند و بزرگسالان اندونزی بازی کرده‌است.